# Yakine Djebbari
Pour les articles homonymes, voir Djebbari.
Pas d'image ? Cliquez ici

a Compétitions nationales et continentales officielles uniquement.

b Matchs officiels uniquement.
Dernière mise à jour le 19 juillet 2025.
Yakine Djebbari (en arabe : ياكين جباري), né le 16 décembre 1995 à Épinay-sur-Seine, est un joueur international algérien de rugby à XV qui évolue au poste de deuxième ligne. Il mesure 1,94 m pour 115 kg.

## Biographie

### Carrière en club
Yakine Djebbari né le 16 décembre 1995 à Épinay-sur-Seine en Seine-Saint-Denis, dans une famille d'origine algérienne.
Après avoir pratiqué la boxe thaïlandaise pendant deux ans, il commence le rugby à l'âge de quinze ans au Saint-Denis US pendant trois saisons. Puis, il rejoint l'AC Bobigny pour une année, avant d'intégrer pour la saison 2017-2018, le RC Suresnes en Fédérale 1.

### Carrière internationale
Yakin Djebbari a honoré sa première cape internationale en équipe d'Algérie le 24 décembre 2016 contre l'équipe de Tunisie lors du Tri-nations maghrébin au Stade Ahmed-Zabana à Oran, en Algérie.
Le 4 novembre 2017, il joue contre l'équipe de Zambie lors de la finale de la Bronze Cup au Leopards Rugby Club Stadium de Mufulira, en Zambie. Le XV aux deux Lions s'impose sur le score de 30 à 25, et s’assurant une place au niveau supérieur,.
En décembre 2017, il est sélectionné pour participer au Tri-nations maghrébin au Stade municipal d'Oujda au Maroc. Après une victoire des algériens 36 à 13 face à la Tunisie, il inscrit son premier essai international le 23 décembre lors de la défaite 20 à 13 face au Maroc.
En juillet 2018, il est de nouveau appelé en sélection pour participer à la Rugby Africa Silver Cup (groupe nord) au stade Michel Coulon de Toulouse en France. Après une victoire 23 à 13 face à la Côte-d'Ivoire le 14 juillet, il inscrit deux essais et désigné homme du match lors de la final face à l'équipe de Zambie le 20 octobre 2018 à Mufulira en Zambie.
L'Algérie remporte la finale 31 à 0, ce qui lui permet d'accéder à la Rugby Africa Gold Cup l'année suivante.
L'édition 2019-2020 de la Rugby Africa Cup est finalement annulée en raison de la pandémie de Covid-19.
En juillet 2021, il est de nouveau appelé en sélection par le sélectionneur Boumedienne Allam, pour participer au premier tour de la Rugby Africa Cup à Kampala en Ouganda, contre l'équipe du Ghana et de l'Ouganda. Après une défaite 22 à 20 contre le Ghana, le XV aux deux Lions s'impose face au pays hôte 16 à 22 et se qualifie pour le Top 8 africain. Yakine Djebbari est titulaire lors de ses deux rencontres.
Le 19 mars 2022, il est convoqué pour un test-match contre la Côte d'Ivoire, à Toulouse en France. Le XV aux deux Lions s'impose sur le score de 37 à 13.
Il est rappelé à l'intersaison 2022 par la sélection algérienne afin de disputer la phase finale de la Coupe d'Afrique, faisant office de tournoi qualificatif de la zone Afrique pour la Coupe du monde 2023.
Le 2 juillet 2022 contre le Sénégal, il est titulaire pour le premier match des phases finales de la Coupe d'Afrique, à Aix-en-Provence en France, victoire de l'Algérie 35 à 12.
Il est de nouveau titulaire, lors de la demi-finale contre le Kenya le 6 juillet 2022, défaite 36 à 33,,.
Pour sa première participation à la Coupe d'Afrique, l'Algérie termine troisième,.

## Statistiques en équipe nationale
Yakine Djebbari compte 17 cape en équipe d'Algérie depuis 2016, il a inscrit quatre essais, vint points.
- Sélections par année : 1 en 2016, 3 en 2017, 2 en 2018, 2 en 2021, 3 en 2022, 3 en 2024 et 3 en 2025.

## Palmarès
- Algérie
  - Vainqueur de la Rugby Africa Bronze Cup en 2017.
  - Vainqueur de la Rugby Africa Silver Cup en 2018.